# Estadio Domingo Tumaco González
El Estadio Domingo Tumaco González es un estadio de fútbol, localizado en la ciudad de Tumaco, del departamento de Nariño en la Región Pacifica colombiana. Su capacidad es de 6.000 espectadores. El nombre del escenario deportivo es en honor al exfutbolista José Domingo González, de la ciudad de Tumaco.

## Historia
El estadio es propiedad de la alcaldía de Tumaco, la cual, en convenio con Coldeportes, ha iniciado obras de remodelación por valor de 1.350 millones de pesos, para reactivar las escuelas de formación de fútbol de la zona. También en 2020 se han realizado obras de mejoramiento de la cancha.
Tumaco realizó los Juegos Deportivos Nacionales de Mar y Playa, justas deportivas que se llevan a cabo cada cuatro años, con delegaciones deportivas de balonmano, rugby playa, fútbol playa, vóley playa, triatlón, vela, motonáutica, surf, deportes subacuáticos y ultimate.